# Stylogaster
Chi Stylogaster là một nhóm các loài ruồi không thông thường. Nó là chi duy nhất trong phân họ Stylogastrinae, mà trong quá khứ được đưa vào một họ riêng biệt Stylogastridae (hay Stylogasteridae).
Các loài Stylogastrine có liên hệ với gián, Orthoptera, vài Diptera và kiến.
Chúng phân bố từ Neotropic đến Canada, Nam Mỹ, châu Phi phía nam Sahara, vài nơi ở phía Nam Á bao gồm Philippines và New Guinea.

## Các loài
- S. biannulata (Say, 1823)
- S. camrasi Stuckenberg, 1963[1]
- S. ctenitarsa Camras & Parrillo, 1996[2]
- S. malgachensis Camras, 1962[1]
- S. neglecta Williston, 1883
- S. pauliani Curran, 1962[1]
- S. rafaeli Camras & Parrillo, 1996[2]
- S. seguyi Camras, 1962[1]
- S. seyrigi Séguy, 1932[1]
- S. sinaloae Camras, 1989
- S. smithiana Lopes, 1971
- S. souzai Monteiro, 1960
- S. souzalopesi Camras, 1990

Danh sách này không đầy đủ, bạn cũng có thể giúp mở rộng danh sách.